# Центр (Херсон)
Центр —один з мікрорайонів і історичних місцевостей у центрі міста Херсон.

## Вулиці і площі
- Перекопська
- Михайлівська
- Театральна
- Одеська площа
- Богородицька
- Гетьмана Сайгадачного
- Ратушна
- Грецька
- Орлика
- Грушевського
- Проспект Незалежності
- Європейська
- Українська
- Молодіжна
- Провулок Успенський
- Провулок Козацький
- Мозолевського
- Кулика
- Рішельєвська
- Площа Незламності
- Примаченка
- Робоча
- Привокзальна площа
- Преображенська
- Миколаївське шосе
- Площа Перемоги
- Ярослава Мудрого
- Старообрядницька
- Площа Тутушкіна
- Героїв Рятувальників
- Гімназична
- Соборна
- Морська
- Шолом-Алейхема
- 295-ї Херсонської дивізії
- Борщака
- Гончара
- Торгова
- Калнишевського
- Гошкевича
- Повітряних сил
- Гандзюк
- Дружби

## Храми
- Свя́то-Катери́нинський (Спа́ський) собо́р , вул. Перекопська, 13
- Святодухівський кафедральний собор, вул. Преображенська, 36
- Римо-католицький костел пресвятого серця Ісуса Христа, вул. Європейська, 40
- Храм Різдва Пресвятої Богородиці «Монастирок», вул. Богородицька, 29
- Свято-Успенський кафедральний собор ,  вул. Соборна, 5

## Державні установи
В центрі мікрорайону, біля площі Свободи знаходиться Херсонська обласна адміністрація. Також поруч, на вул. 295-ї Херсонської Стрілецької Дивізії, 1а розташований Апеляційний суд Херсонської області. І ще знаходляться:
- Обласна державна адміністрація, просп. Незалежності, 47

## Навчальні заклади
- Херсонський філіал Університету культури та мистецтв, вул. Грецька, 36
- Національний університет кораблебудування,  просп. Незалежності, 44
- Херсонська Державна морська академія, просп. Незалежності, 20
- Інженерно-технічний факультет Херсонского державного університету
- Херсонське музичне училище, просп. Незалежності, 39
- Херсонский кооперативный экономико-правовой колледж, просп. Незалежності, 60
- Херсонське морехідне училище ім. лейтенанта П. Шмідта, просп. Незалежності, 14

## Заклади культури
- Обласна наукова бібліотека імені Олеся Гончара, вул. Героїв Крут, 2
- Херсонський обласний академічний музично-драматичний театр ім. М. Куліша, вул. Театральна, 7
- Херсонський обласний краєзнавчий музей, вул. Соборна, 9
- Будинок культури Суднобудівників, вул. Соборна, 7
- Херсонський художній музей імені Олексія Шовкуненка, вул. Соборна, 34
- , вул. Соборна, 9, вул. Соборна, 9